# تانريلا فورسيثيا
تانريلا فورسيثيا هي نوع من البكتريا اللاهوائية والتي تتكاثر في غياب الأكسجين وتعتبر من البكتريا السالبة لصبغة الغرام والتي سريعا ما تتخلص من صبغتها وهذا دليل على ضغف الغشاء المحيط بها، كما إنها واحدة من أهم أنواع البكتيريا التي تسبب أمراض اللثة، وتابعة لعائلة السوفاجا. وهي أحد أعضاء عائلات البكتريا مسببات أمراض اللثة، كانت تسمي قبل ذلك باسم باكتريداس فورسيوث.
اكتشفت الطبيبة آن تانر بكتريا تانريلا والتي يعمل بمعهد فروسيث بكامبريدج، وسميت نسبة إليها.
تم اكتشاف بكتريا التانريلا في إصابات تصلبات الشرايين. ووجد لي وآخرون أنها تساعد في إسراع عملية التصلب وتكوين المواد الضارة بالخلايا في الفئران المستخدمة في التجارب بمعهد فروسيث. كما تم عزلها عن النساء المصابات بـالتهاب المهبل البكتيري. وتم التوصل إلى أن وجود هذه البكتريا يزيد خطر الإصابة بسرطان المرئ.

## وصلات خارجية
- A Metagenomic Approach to Characterization of the Vaginal Microbiome Signature in Pregnancy. Kjersti Aagaard, Kevin Riehle, Jun Ma, Nicola Segata, Toni-Ann Mistretta, Cristian Coarfa, Sabeen Raza, Sean Rosenbaum, Ignatia Van den Veyver, Aleksandar Milosavljevic, Dirk Gevers, Curtis Huttenhower, Joseph Petrosino, James Versalovic. PLoS ONE volume 7, issue 6. (2012) ISSN 1932-6203 doi 10.1371/journal.pone.0036466
- NIH/Medline
- CDC
- Pelvic Inflammatory Disease (PID; Salpingitis, Endometritis)
- Type strain of Tannerella forsythia at BacDive - the Bacterial Diversity Metadatabase